# Ulrike Rosenbach
Ulrike Rosenbach (née en 1943 à Bad Salzdetfurth près de Hildesheim) est une artiste contemporaine, une vidéaste et professeure d’art allemande. Elle est l'une des premières artistes à utiliser l'art vidéo comme moyen d'expression artistique.

## Biographie
Elle est née en 1943 à Bad Salzdetfurth. De 1964 à 1970, elle suit une formation de sculpture à l'académie des beaux-arts de Düsseldorf. Elle a comme enseignants Norbert Kricke (de) et Joseph Beuys. Dans les années 1970, elle est enseignante en secondaire. À peu près au même moment, elle commence son travail en tant qu’artiste indépendante à Düsseldorf. En 1971, elle présente les premières œuvres vidéo réalisées à partir de performances et actions artistiques au public, puis les premières expositions de galeries.
En 1973/74, Ulrike Rosenbach réalise à New York la performance Isolation is transparent. Dans les années 1975/1976, elle suit un enseignement d'art féministe et d'arts médiatiques à l'Institut des arts de Californie à Valencia. De retour en Allemagne, elle s'installe à Cologne, où elle fonde une école pour le féminisme créatif afin de « déconstruire les stéréotypes et clichés féminins de la société patriarcale ». En 1977 et 1987, elle participe à la documenta à Cassel. Elle est professeur invité dans différentes institutions européennes : l'université des arts de Berlin, à Cologne, à l'université des arts appliqués de Vienne et à l'université d'Utrecht.
En 1989, Ulrike Rosenbach est nommée professeur de nouveaux médias artistiques à l'université des arts de la Sarre à Sarrebruck, où elle est rectrice de 1990 à 1993. En juillet 2007, elle prend sa retraite de l'université. Elle vit et travaille en tant qu'artiste indépendante dans la région de Cologne et Bonn. De 2012 à 2018, Ulrike Rosenbach est présidente de l'association allemande des femmes artistes, GEDOK. Elle est membre de l'académie des arts de Berlin depuis 2016.

## Art féministe
Elle devient l'une des pionnières de l’art vidéo. Elle filme et projette des images en même temps. Ulrike Rosenbach rejoint le mouvement des femmes allemandes à la fin des années 1960. Elle se rend dans le monde entier pour participer à des performances féministes, en association avec le Woman's Building de Los Angeles dans les années 1970. Elle interroge son statut en tant que femme dans la société. Elle questionne les rôles attribués aux femmes dans l'art et la société.
En 1972, dans Art is a criminal Action elle reprend une photographie réalisée par Andy Warhol en 1963, représentant Elvis Presley. Elle se glisse dans la peau d'Elvis Presley tenant une arme à la main et visant le public.
Elle remet en cause le patriarcat à travers des figures féminines tutélaires : divinités, allégories, personnalités célèbres. Dans la vidéo Don’t Believe I Am an Amazon en 1975, elle montre comment les femmes sont réduites à des clichés normatifs dans l’imaginaire collectif. Son image se superpose à une reproduction de La Vierge au buisson de roses de Stephan Lochner. Ulrike Rosenbach porte une tenue blanche d’amazone et tire des flèches sur son visage qui est aussi celui de la madone.

## Prix et récompenses
- Ars electronica, 1982[8]
- Prix d'art de la Sarre, 1996[5]
- Médaille August Macke de la ville de Bonn, 2001[9]
- Prix Gabriele Münter 2004[10]
- Prix femmes de l'État de Rhénanie du Nord-Westphalie, 2011[10]

## Expositions individuelles (sélection)
- 1972 : Galerie Ernst, Hanovre
- 1980 : Stedelijk Museum, Amsterdam
- 1981 : Galerie Stampa, Bâle
- 1983 : Institut d'art contemporain, Boston
- 1984 : Galerie Magers, Bonn
- 1986 : Galerie Meier-Hahn, Düsseldorf
- 1989 : Musée des beaux-arts de l'Ontario, Toronto
- 1990 : Stadtgalerie Saarbrück
- 1993 : Galerie March, Stuttgart
- 1995 : Espace blanc, Hambourg
- 1997 : Bundeskunsthalle, Bonn, Kunstverein Heilbronn, musée Schloss Arolsen, Bad Arolsen
- 1998 : Ancien hôtel de ville Göttingen, Kunsthaus Erfurt
- 1999 : Rheinisches Landesmuseum Bonn, Staatliches Museum Schwerin
- 2002 : Galerie March Stuttgart, salle Bellevue Wiesbaden, Frauenmuseum (Bonn)
- 2003 : Gal. ARTintern, Cologne
- 2004 : DA2 Domus Artium 2002, Salamanque, Espagne
- 2005 : Kunsthalle de Brême, Brême
- 2006 : Pixelgallery, Budapest
- 2007 : Modern Gallery, Saarbruck
- 2010 : Galerie Meier-Hahn, Düsseldorf
- 2014 : Ulrike Rosenbach : Weiblicher Energie-Austausch, Rheinisches Landesmuseum Bonn

## Expositions de groupe (sélection)
- 1978 : Association des artistes allemands : 26. Exposition annuelle à Berlin. Abstraction de la pièce. , Nouvelle galerie nationale, Berlin
- 1989 : 37. Exposition annuelle DKB: Bilan. Voir. , Stadtgalerie im Sophienhof, Kiel.
- 2012 : Photos contre le noir. Art vidéo des archives de imai au KIT, Kunst im Tunnel, Düsseldorf
- 2015 : Avant-garde féministe des années 1970. Oeuvres de la Collection Verbund, Vienne, Hamburger Kunsthalle[11]
- 2017 : FEMME. Avant-garde féministe des années 1970 de collection Verbund, MUMOK, Vienne[12]
- 2017-2018 : Avant-garde féministe des années 1970 du collection Verbund, Vienne[8] Centre pour l'art et les médias, Karlsruhe[13]
- 2019 : COLLECTION VERBUND Collection, Vienne, La Maison des Arts de Brno, Brno, République tchèque[14]